# Carloto Fernandes da Silva Távora
Dom Carloto Fernandes da Silva Távora (Jaguaribe, 18 de dezembro de 1863 — 27 de novembro de 1933) foi bispo católico brasileiro. Foi o primeiro bispo da Diocese de Caratinga.

## Biografia
Dom Carloto nasceu na fazenda Boa Altura, na então vila de Jaguaribe-Mirim, atual município de Jaguaribe, no Estado do Ceará, filho de Idalina Alves de Lima e de Antônio Fernandes da Silva. Eram seus irmãos, entre outros, o Monsenhor Antônio Távora e os doutores Belisário e Elisiário Távora, e tio de Juarez, Joaquim e Manuel do Nascimento Fernandes Távora.
Tendo feito os estudos primários em sua terra natal, em 1881, entrou para o Seminário São José, em Fortaleza, capital do Ceará, onde fez os cursos secundário e superior com distinção. Foi ordenado presbítero em 7 de julho de 1889, celebrando sua primeira missa na Igreja do Sagrado Coração, em Fortaleza.
Após sua ordenação, foi nomeado coadjutor de Barbalha, Ceará, exercendo, em seguida, o pró-paroquiato da dita freguesia. Em 1892, assumiu as funções de vigário em Quixadá e, no ano seguinte, transferiu-se para Cachoeiro do Itapemirim, no Estado do Espírito Santo, de cuja freguesia se tornou pró-pároco. Em seguida, coadjuvou a seu irmão, Pe. Antônio Távora, em Vassouras, Rio de Janeiro.
Em 1894, coadjuvou ao Monsenhor Venâncio Café em Juiz de Fora, Minas Gerais, e, alguns meses depois, assumiu o paroquiato de Espírito Santo da Forquilha (atual Divinópolis), no mesmo estado, mas pertencente à Diocese de Goiás. Em 1895, foi nomeado cura interino da Catedral de Manaus e, depois, vigário-geral e visitador dos rios Negro e Juruá. Também acompanhou Dom José Lourenço, bispo do Amazonas, em sua primeira visita a Rio Branco, na qualidade de secretário.
De volta a Minas Gerais, em 1897, foi nomeado vigário de São José do Além Paraíba, onde se conservou por 21 anos. Esta freguesia pertencia então à Arquidiocese do Rio de Janeiro e, nesse tempo, foi desmembrada e anexada à nova Arquidiocese de Mariana.
No contexto da Primeira Grande Guerra, serviu, em comissão, por ordem do Arcebispo de Mariana, como pároco de Juiz de Fora, vigararia que se encontrava em mãos dos presbíteros alemães. Encontrava-se no desempenho desta função quando foi escolhido pelo Papa Bento XV para a nova Diocese de Caratinga, em 18 de dezembro de 1919. Não era, no entanto, a primeira vez que Monsenhor Carloto era convidado a assumir uma diocese: em 1912, ele recusara a mitra do Piauí.
Dom Carloto foi sagrado bispo em 25 de janeiro de 1920, em Juiz de Fora, pelas mãos de Dom Angelo Giacinto Scapardini, núncio apostólico, auxiliado por Dom Antônio Augusto de Assis, bispo-auxiliar de Mariana, e Dom Antônio José dos Santos, bispo-auxiliar de Diamantina.
O bispado de Dom Carloto durou treze anos. Em 20 de setembro de 1933, o bispo foi colhido por um automóvel, em frente à casa de seu irmão, Belisário Távora, na cidade do Rio de Janeiro, sofrendo graves lesões. Foi internado na Casa de Saúde Doutor Pedro Ernesto, onde permaneceu por mais de um mês. Após esse tempo, ele decidiu convalescer em casa de seu irmão Belisário, onde finalmente faleceu, em 28 de novembro de 1933. No dia seguinte, o corpo foi encomendado pelo cardeal Dom Sebastião Leme, arcebispo do Rio de Janeiro, e sepultado no Cemitério de São João Batista, em Botafogo.